# António Araújo
António Araújo (Paredes, 28 settembre 1923 – 28 aprile 2001) è stato un calciatore portoghese, di ruolo attaccante.

## Carriera
Fu capocannoniere del campionato portoghese nel 1948.